# Rodolphe Seeldrayers
Rodolphe William Seeldrayers (Düsseldorf, 16 de diciembre de 1876-Bruselas, Bélgica, 7 de octubre de 1955) fue un dirigente futbolístico belga que llegó a ser presidente de la FIFA.
Trabajó activamente en la Asociación Oficial de Deportes Belga. Fue el cuarto Presidente de la FIFA (Federación Internacional de la Asociación de Fútbol) desde 1954 a 1955. Murió el 7 de octubre de 1955 en Bruselas (Bélgica).